# Транстиретин
Транстиретин (англ. Transthyretin) – білок, який кодується геном TTR, розташованим у людей на короткому плечі 18-ї хромосоми.  Довжина поліпептидного ланцюга білка становить 147 амінокислот, а молекулярна маса — 15 887.
| 10         |  | 20         |  | 30         |  | 40         |  | 50         |
| ---------- |  | ---------- |  | ---------- |  | ---------- |  | ---------- |
| MASHRLLLLC |  | LAGLVFVSEA |  | GPTGTGESKC |  | PLMVKVLDAV |  | RGSPAINVAV |
| HVFRKAADDT |  | WEPFASGKTS |  | ESGELHGLTT |  | EEEFVEGIYK |  | VEIDTKSYWK |
| ALGISPFHEH |  | AEVVFTANDS |  | GPRRYTIAAL |  | LSPYSYSTTA |  | VVTNPKE    |

A: Аланін

C: Цистеїн

D: Аспарагінова кислота

E: Глутамінова кислота

F: Фенілаланін

G: Гліцин

H: Гістидин

I: Ізолейцин

K: Лізин

L: Лейцин

M: Метіонін

N: Аспарагін

P: Пролін

R: Аргінін

S: Серин

T: Треонін

V: Валін

W: Триптофан

Цей білок за функціями належить до тироїдних гормонів. 
Задіяний у такому біологічному процесі як транспорт. 
Локалізований у цитоплазмі.
Також секретований назовні.

## Патології
Мутації в гені TTR призводять до появи ненормального транстиретину, який накопичується та викликає ураження переферичної нервової системи. Носії мутації хворіють на спадкову амілоїдну полінейропатію, на яку страждають близько 50 тисяч осіб у світі. 2018 року був зареєстрований перший препарат патісіран, що за допомогою РНК-інтерференції пригнічує експресію транстиретину та полегшує низку симптомів хворих людей.